# Manuel Häberli
Manuel Häberli (* 1992) ist ein ehemaliger Schweizer Filmschauspieler aus Köniz im Kanton Bern.
Manuel Häberli spielte die Titelrolle des "Eugen" in der Schweizer Filmproduktion Mein Name ist Eugen, einer Verfilmung eines als Schweizer Klassiker geltenden Jugendbuches von Klaus Schädelin, die in zwei Kategorien mit dem Schweizer Filmpreis ausgezeichnet wurde. Durch den Erfolg des Filmes, der Mitte September 2005 in den Schweizer Kinos anlief, wurde Häberli landesweit bekannt. 
Manuel Häberli hat nach dem Abschluss der Matura und einem Zwischenjahr als Bauarbeiter und Barkeeper ein Studium für Wirtschaft an der Universität in Zürich begonnen.